# Bootblacking
Bootblacks (auf Deutsch auch: Schuhputzer oder Stiefelputzer) pflegen die Stiefel sowie Kleidungsstücke wie Lederjacken, Westen, Chaps, Harnesse und anderes Gear von Personen der Leder-, Fetisch- und der BDSM-Szene. Als eigenständige Subkultur innerhalb der Lederszene erlangten Bootblacks ab den 1990er Jahren zunehmende Sichtbarkeit durch die Etablierung lokaler, regionaler und internationaler Titelwettbewerbe. Diese entwickelten sich zunächst in den USA, später auch international.
Bootblacks erhalten nicht nur die physischen Objekte, die häufig geschenkt oder vererbt wurden, sondern auch die Geschichten ihrer Trägerinnen und Träger. Daher spielen Bootblacks eine zentrale Rolle für die mündliche Überlieferung der Lederszene. Außenstehende verbinden Bootblacking häufig mit serviceorientierten, devoten Subs, doch Bootblacks können jede Rolle innerhalb einer BDSM-Dynamik annehmen.

## Begriff

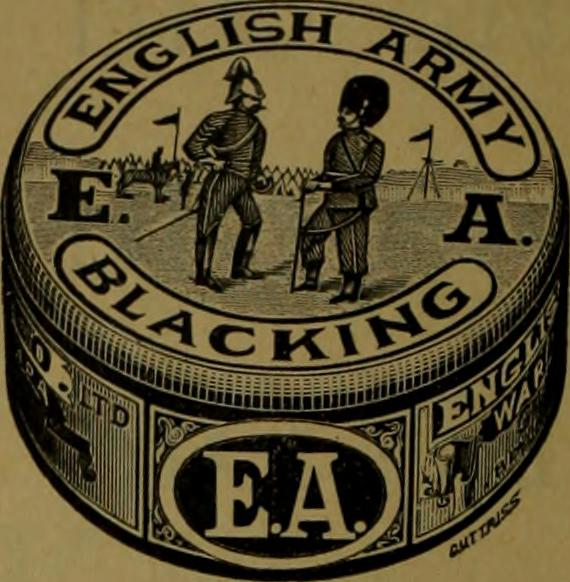
"English Army Blacking", 1895

Der Begriff "Shoeblack" bedeutet so viel wie "Person, die Schuhe putzt" und wurde im Englischen zum ersten Mal im Jahr 1751 nachgewiesen. Die heute gebräuchlichere Variante "Bootblack" lässt sich auf das Jahr 1817 zurückverfolgen. Beide Begriffe beziehen sich wahrscheinlich auf das sogenannte "Blacking", einen Vorläufer der modernen Schuhcreme. Diese enthielt Lampenruß und wurde für die Pflege der Stiefel britischer Soldaten im 18. und 19. Jahrhundert verwendet.

## Geschichte
Den Beruf des Schuhputzers gibt es zwar bereits seit der Industriellen Revolution, doch die Anfänge des Bootblackings innerhalb der Lederszene sind unklar. Mögliche Anknüpfungspunkte sind die Tradition des Polierens von Stiefeln im Militär, aber auch Schuhputzstände an öffentlichen Orten, wie es sie in vielen Städten in Europa und den USA vor dem Zweiten Weltkrieg gab.

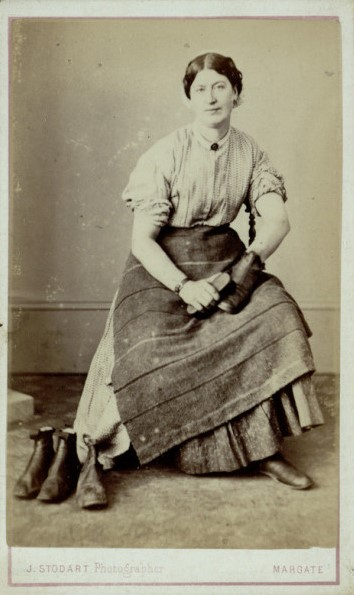
Hannah Cullwick beim Schuheputzen, 1864

Schuhputzstände und Bootblacks, die vor allem in schwulen Lederbars tätig waren, sind für die USA seit den 1970ern dokumentiert. Das Leather Archives & Museum bewahrt mehrere Objekte von Bootblacks in seiner Sammlung: Darunter ein Stuhl, der von  ‘Daddy’ William Shields Jr. in Bars zum Bootblacking in Chicago, Boston, Providence and New York City zwischen den 1990ern und 2000ern genutzt wurde. Dieser ist seit 2014 Teil der Dauerausstellung des Museums.
Das erste dokumentierte Beispiel für das erotisch konnotierte Putzen von Stiefeln findet sich in den Tagebüchern der Britin Hannah Cullwick (1833–1909). Sie notierte akribisch die Anzahl der hunderten Paare Stiefel, die sie pro Monat und pro Jahr putzte. So notierte sie beispielsweise am Dienstag, dem 31. Juli 1860: "Heute ist der letzte Tag im Juli. Ich habe 83 Paar Stiefel geputzt. (engl. This is the last day of July. I have cleaned 83 pairs of boots.)" In einem Brief an ihren Ehemann Arthur Munby beschrieb sie außerdem, dass sie am Geschmack seiner Stiefel nachvollziehen könne, wo er diese getragen habe. Sowohl in ihrem eigenen Tagebuch als auch in einem Gedicht von Arthur Munby wird Hannah Cullwick mehrmals als "Shoeblack" bezeichnet.

## Öffentliches Bootblacking

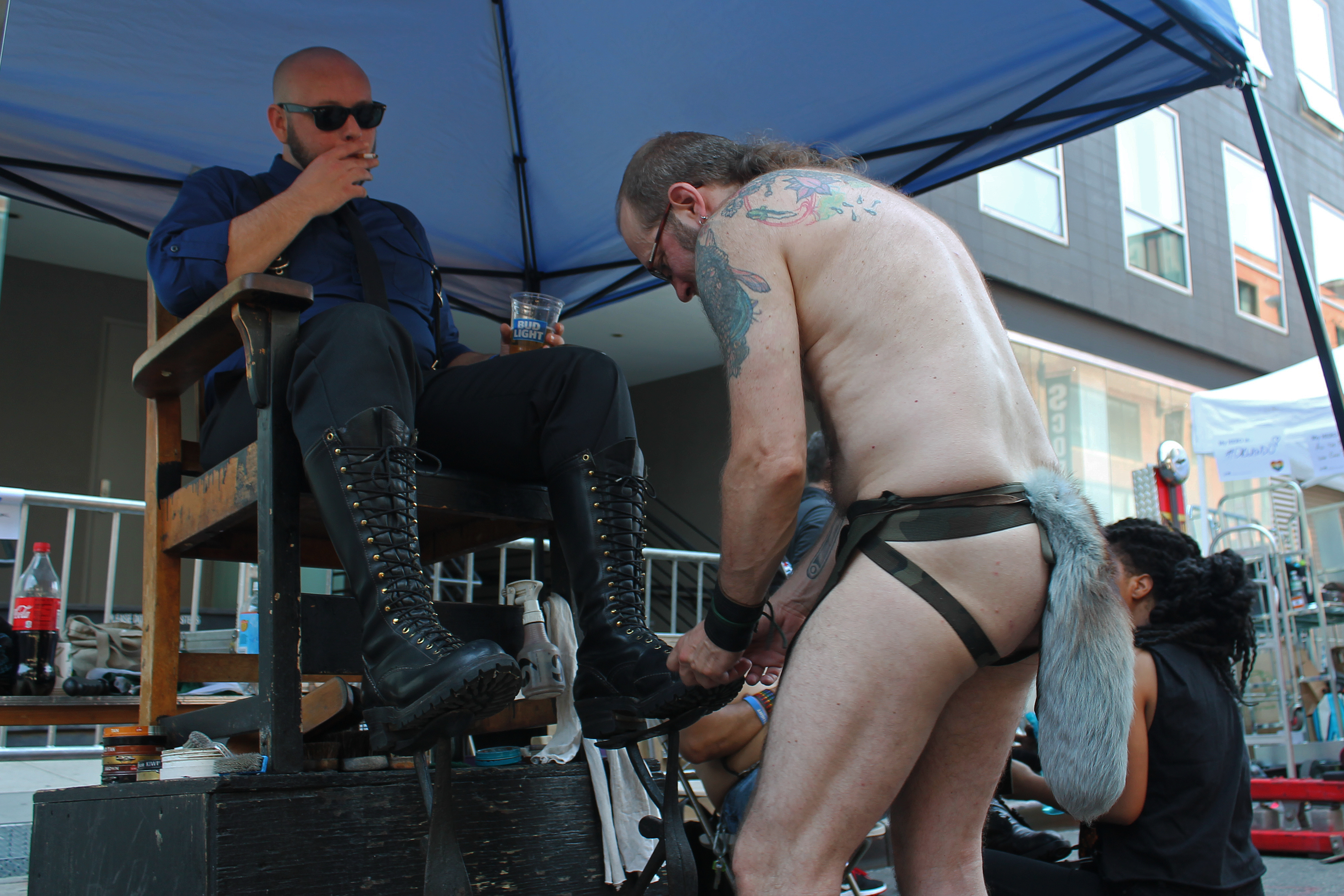
Bootblack bei der Arbeit auf der Folsom Street Fair in San Francisco

Bootblacking ist ein Hobby, dem man alleine zu Hause nachgehen kann, doch viele Bootblacks üben es in Lederbars oder im Rahmen von Veranstaltungen der Leder- und BDSM-Szene aus. Ein Stand besteht meistens aus einem oder mehreren erhöhten Sitzplätzen, auf denen die Personen bequem sitzen können, während die Bootblacks ihre Schuhe reinigen und polieren, ähnlich wie ein professioneller Schuhputzer. Je nach Situation und Beteiligten kann das Erlebnis von einem freundlichen Gespräch, vergleichbar mit einem Friseurbesuch, bis hin zu sinnlichen oder erotischen Elementen reichen.
Durch ihre Dienstleistung sorgen Bootblacks nicht nur für die Langlebigkeit der physischen Schuhe und Kleidungsstücke, die häufig eine emotionale Bedeutung für ihre Besitzer haben, sondern sammeln auch die Geschichten ihrer Träger. Daher spielen sie eine wichtige Rolle in der mündlichen Tradition der Lederszene.

## Techniken
Die Diversifizierung der Leder- und BDSM-Szene spiegelt sich auch in den verwendeten Materialien für Kleidung und Accessoires wider. Bootblacks sind daher heutzutage nicht nur mit Lederstiefeln, sondern auch mit veganem Leder, Latex, Neopren und Sneakern konfrontiert.
Am häufigsten nachgefragt werden jedoch nach wie vor Lederstiefel. Je nach Art des Leders werden diese entweder gereinigt und mit Lederfett behandelt oder mithilfe einer Rosshaarbürste und Schuhcreme bzw. Schuhwachs poliert. Besonders stolz sind viele Bootblacks auf ihre Wasserglanzpolitur, bei der die Schuhspitze mit einer hochpolierten Wachsschicht überzogen wird. Dies erfordert mehrere hauchdünne Schichten aus Wachs und Wasser oder Speichel sowie eine präzise Politur mit einem Baumwolltuch oder Nylonstrumpf.

## Bootblack-Pride-Flagge
Die Bootblack-Pride-Flagge wurde 2005 von Jesse ‘Spanky’ Penley gestaltet. Sie wurde am 6. Oktober 2005 offiziell im Rahmen des International LeatherSir/ International Leatherboy-Wochenendes in Atlanta in den USA vorgestellt. Die Gestaltung orientiert sich an den Farben der Leather-Pride-Flagge, allerdings mit drei diagonalen statt horizontalen Streifen in den Farben Blau und Weiß. Die drei Streifen stehen für die Vielfalt der Bootblacks und der Personen, die Bootblacking wertschätzen. Der geschlechtsneutrale Lederstiefel zeigt, dass Bootblacking allen Geschlechtern offensteht. Das große rote Herz hinter dem Stiefel symbolisiert die Leidenschaft, die Bootblacks in ihr Handwerk investieren.

## Titelwettbewerbe
Seit den 1990er Jahren gibt es Wettbewerbe und Titel für Bootblacks. Die bekanntesten sind International Mr. Bootblack (IMrBB), International Ms. Bootblack (IMsBB), und International Community Bootblack (ICBB).
Der älteste Bootblack-Wettbewerb innerhalb der Szene ist die International Bootblack Competition, die im Jahr 1993 von Harry Shattuck im Rahmen der Veranstaltung der Wahl zum International Mr. Leather eingeführt und 1999 in International Mr. Bootblack (IMBB) und International Ms. Bootblack (IMsBB) geteilt wurde. Harry Shattuck, der 1979 und 1986 selbst als Kandidat an der Wahl zum International Mr. Leather teilgenommen hatte, war zu dieser Zeit in der Lederszene von Chicago unter anderem als Barkeeper, Türsteher und Bootblack aktiv. Seit den 1980er Jahren hatte er sich bei den Organisatoren von IML um die Einführung eines Bootblack-Wettbewerbes bemüht, um mehr Aufmerksamkeit für die Bootblacks zu erreichen. 1993 setzte er die Durchführung des ersten Wettbewerbs durch. Die Regeln waren denkbar einfach: Jeder Besucher der Veranstaltung erhielt mit seinem Ticket einen Wahlschein, und der Bootblack, der die meisten Wahlscheine sammeln konnte, war der Gewinner. Als erster Gewinner des International Mr. Bootblack-Titels setzte sich David Morgan durch. Aufgrund der positiven Aufnahme durch das Publikum wurde der Bootblack-Wettbewerb in den Folgejahren fortgesetzt. Vor der Trennung nach Geschlecht stand der Wettbewerb allen Geschlechtern offen. Mindestens eine Frau nahm bereits am ersten Wettbewerb 1993 teil, und weitere folgten. Dennoch waren die Gewinner bis 1998 ausschließlich männlich, was sich durch das Wahlverfahren und das männlich dominierte Publikum erklären lässt. 1999 wurde der erste International Ms. Bootblack-Wettbewerb im Rahmen der Wahl zur International Ms. Leather durchgeführt, mit Leslie Anderson als erster Gewinnerin.

### Liste von Bootblack-Wettbewerben
Während sich viele Ledertitel zwischen den 1970er und 1990er Jahren etablierten, wurde ein Großteil der Bootblack-Wettbewerbe in den 2000ern und 2010ern ins Leben gerufen. Heutzutage gibt es weltweit Bootblack-Wettbewerbe, unter anderem in den USA, Europa, Australien und Südafrika. Der erste europäische Bootblack-Wettbewerb European Bootblack wird seit 2019 in Antwerpen abgehalten.
| Wettbewerb                                                                      | Organisator                  | Ort | Gründung | Status                                | Quelle        |
| ------------------------------------------------------------------------------- | ---------------------------- | --- | -------- | ------------------------------------- | ------------- |
| International Mr. Bootblack (IMBB)                                              | IML                          | Chicago, Illinois                                                                                            | 1999     | Wiedereinführung für 2026 angekündigt | [ 17 ]        |
| International Ms. Bootblack (IMsBB)                                             | IMsLBB                       | Piscataway, New Jersey                                                                                       | 1999     | Aktiv                                 | [ 18 ]        |
| International Community Bootblack (ICBB)                                        | ILSb-ICBB, Inc.              | St. Petersburg, Florida (2003-04) Atlanta, Georgia (2005) Dallas, Texas (2006-07) San Francisco (since 2008) | 2003     | Wiedereinführung für 2025 angekündigt | [ 19 ]        |
| International Bootblack                                                         | IML                          | Chicago, Illinois                                                                                            | 1993     | 1999 in IMrBB und IMsBB geteilt       | [ 9 ]         |
| European Bootblack                                                              | MSC Belgium, Darklands       | Antwerp, Belgium                                                                                             | 2019     | Aktiv                                 | [ 8 ]         |
| UK Bootblack                                                                    |                              | Birmingham, UK                                                                                               | 2023     | Aktiv                                 | [ 20 ]        |
| Australian Bootblack                                                            | Australian Leather           | |          | Aktiv                                 |               |
| Sydney Bootblack                                                                | Sydney Leather               | Sydney |          | Aktiv                                 |               |
| Illinois Bootblack                                                              |                              | Illinois |          |                                       | [ 21 ]        |
| Michigan Community Bootblack                                                    | ILSb-ICBB, Inc.              | Michigan |          |                                       |               |
| Gulf Coast Community Bootblack                                                  | ILSb-ICBB, Inc.              | Dallas, Texas                                                                                                | 2008     |                                       | [ 22 ]        |
| California Community Bootblack                                                  | ILSb-ICBB, Inc.              | California                                                                                                   | 2009     | Inaktiv seit 2012                     | [ 22 ]        |
| Eastern Canada Community Bootblack                                              | ILSb-ICBB, Inc.              | Toronto, Canada                                                                                              | 2006     | Inaktiv                               | [ 22 ]        |
| Central Plains Community Bootblack                                              | ILSb-ICBB, Inc.              | St. Louis, Missouri                                                                                          | 2009     |                                       | [ 22 ]        |
| Florida Community Bootblack                                                     | ILSb-ICBB, Inc.              | Tampa, Florida                                                                                               | 2011     |                                       | [ 22 ]        |
| Great Lakes Community Bootblack                                                 | ILSb-ICBB, Inc.              | Indianapolis, Indiana                                                                                        | 2008     |                                       | [ 22 ]        |
| Atlantic States Community Bootblack (formerly Mid-Atlantic Community Bootblack) | ILSb-ICBB, Inc.              | Baltimore, Maryland                                                                                          | 2005     |                                       | [ 22 ]        |
| Northeast Community Bootblack                                                   | ILSb-ICBB, Inc.              | Providence, Rhode Island                                                                                     | 2009     |                                       | [ 22 ]        |
| Northern California Community Bootblack                                         | ILSb-ICBB, Inc.              | San Francisco, CA                                                                                            | 2007     | Inaktiv seit 2009                     | [ 22 ]        |
| Northwest Community Bootblack                                                   | ILSb-ICBB, Inc.              | Seattle, Washington                                                                                          | 2005     |                                       | [ 22 ]        |
| Rocky Mountain Community Bootblack                                              | ILSb-ICBB, Inc.              | Denver, Colorado                                                                                             | 2012     |                                       | [ 22 ]        |
| Southeast Community Bootblack                                                   | ILSb-ICBB, Inc.              | Atlanta, Georgia                                                                                             | 2005     |                                       | [ 22 ]        |
| Southern California Community Bootblack                                         | ILSb-ICBB, Inc.              | California                                                                                                   | 2008     |                                       | [ 22 ]        |
| Southwest Community Bootblack                                                   | ILSb-ICBB, Inc.              | Phoenix, Arizona                                                                                             | 2006     |                                       | [ 22 ]        |
| Northern Plains Community Bootblack                                             | ILSb-ICBB, Inc.              | | 2011     |                                       | [ 22 ]        |
| Great Planes Community Bootblack                                                | ILSb-ICBB, Inc.              | | 2004     | Inaktiv seit 2009                     | [ 22 ]        |
| South Central Community Bootblack                                               | ILSb-ICBB, Inc.              | | 2005     | Inaktiv seit 2008                     | [ 22 ]        |
| Southwest Leather Bootblack                                                     | Southwest Leather Conference | Phoenix, Arizona                                                                                             |          |                                       | [ 23 ]        |
| Colorado Bootblack                                                              | Leather Colorado Foundation  | Denver, Colorado                                                                                             | 2012     | Aktiv                                 | [ 24 ] [ 25 ] |
| Oregon State Bootblack                                                          | Oregon State Leather Contest | Oregon City, Oregon                                                                                          | 2011     | Aktiv                                 | [ 24 ] [ 26 ] |
|                                                                                 |                              | |          |                                       |               |
| Alaska State Bootblack                                                          |                              | Anchorage, Alaska                                                                                            | 2015     | Inaktiv                               | [ 27 ]        |